# خانه پروین اعتصامی
خانهٔ پروین اعتصامی خانهٔ شخصی پروین اعتصامی شاعر معاصر در شهر تبریز است. این خانه مربوط به دوره پهلوی اول است و در تبریز، خیابان عباسی، جنب مسجد میرآقا، کوچه ساوجبلاغی، پلاک ۶ (منطقهٔ ۱ شهرداری) واقع شده و این اثر در تاریخ ۲۸ اسفند ۱۳۸۵ با شمارهٔ ثبت ۱۸۶۸۱ به‌عنوان یکی از آثار ملی ایران به ثبت رسیده‌است.

## نگارخانه

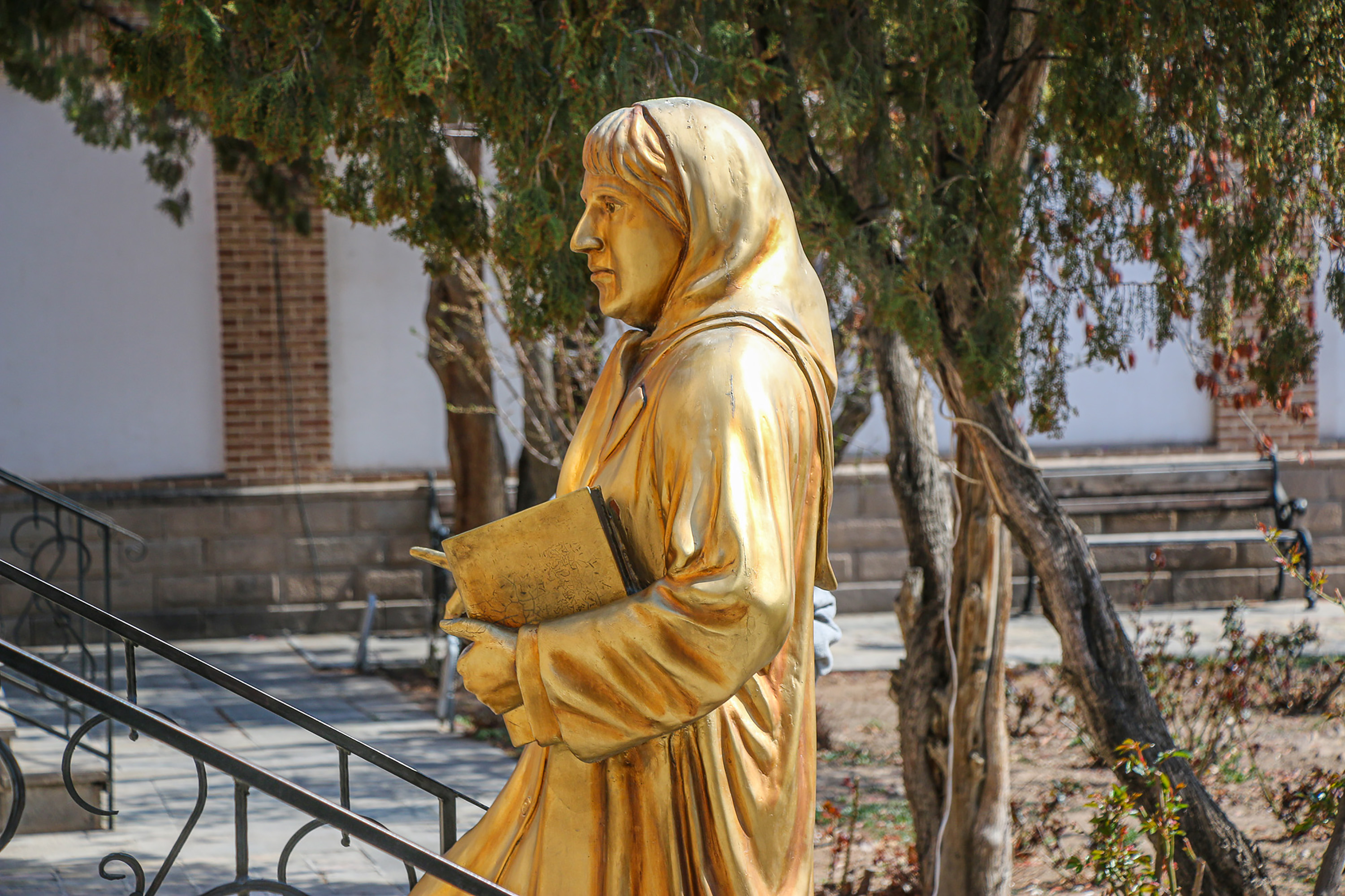
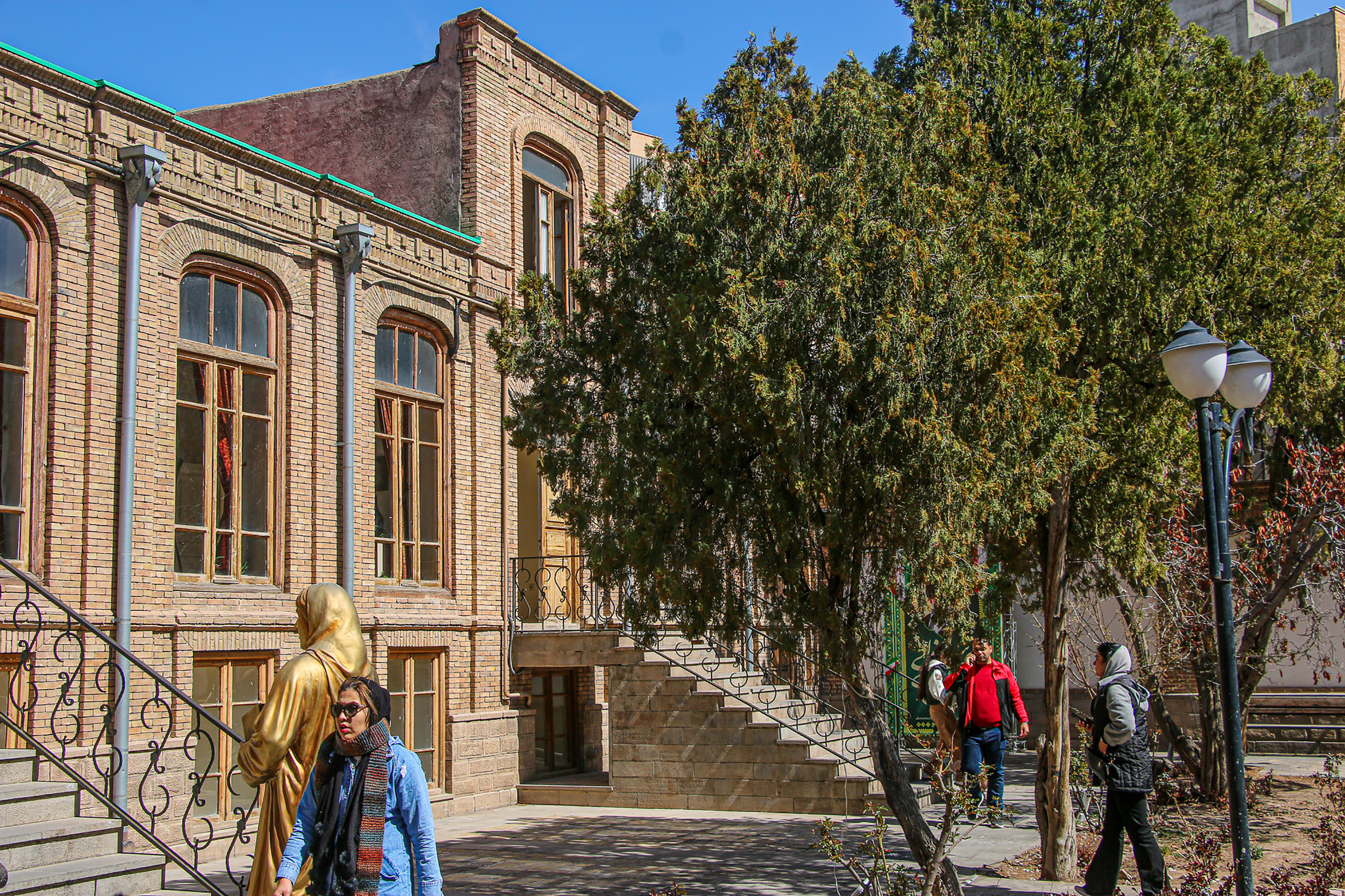
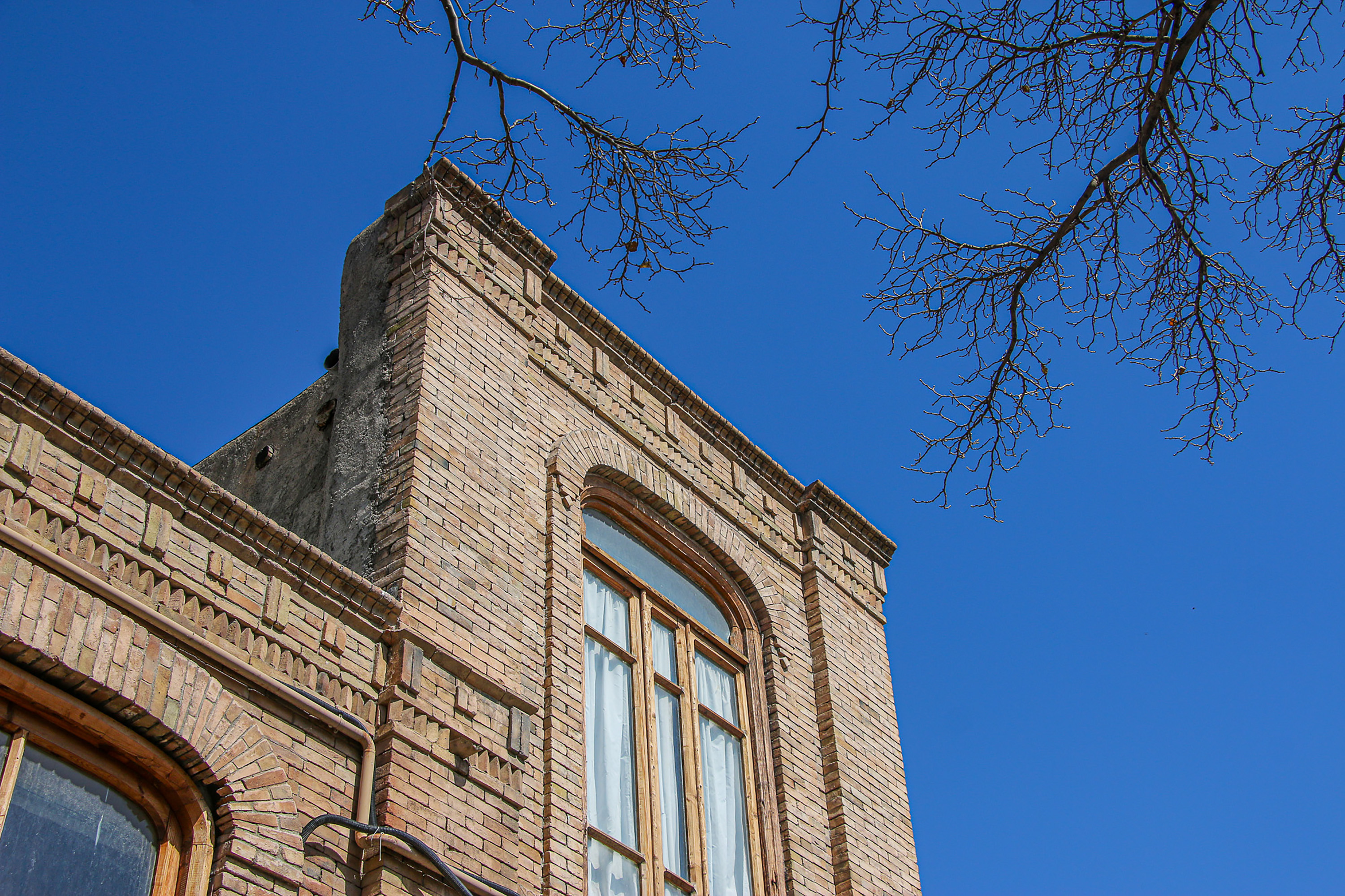
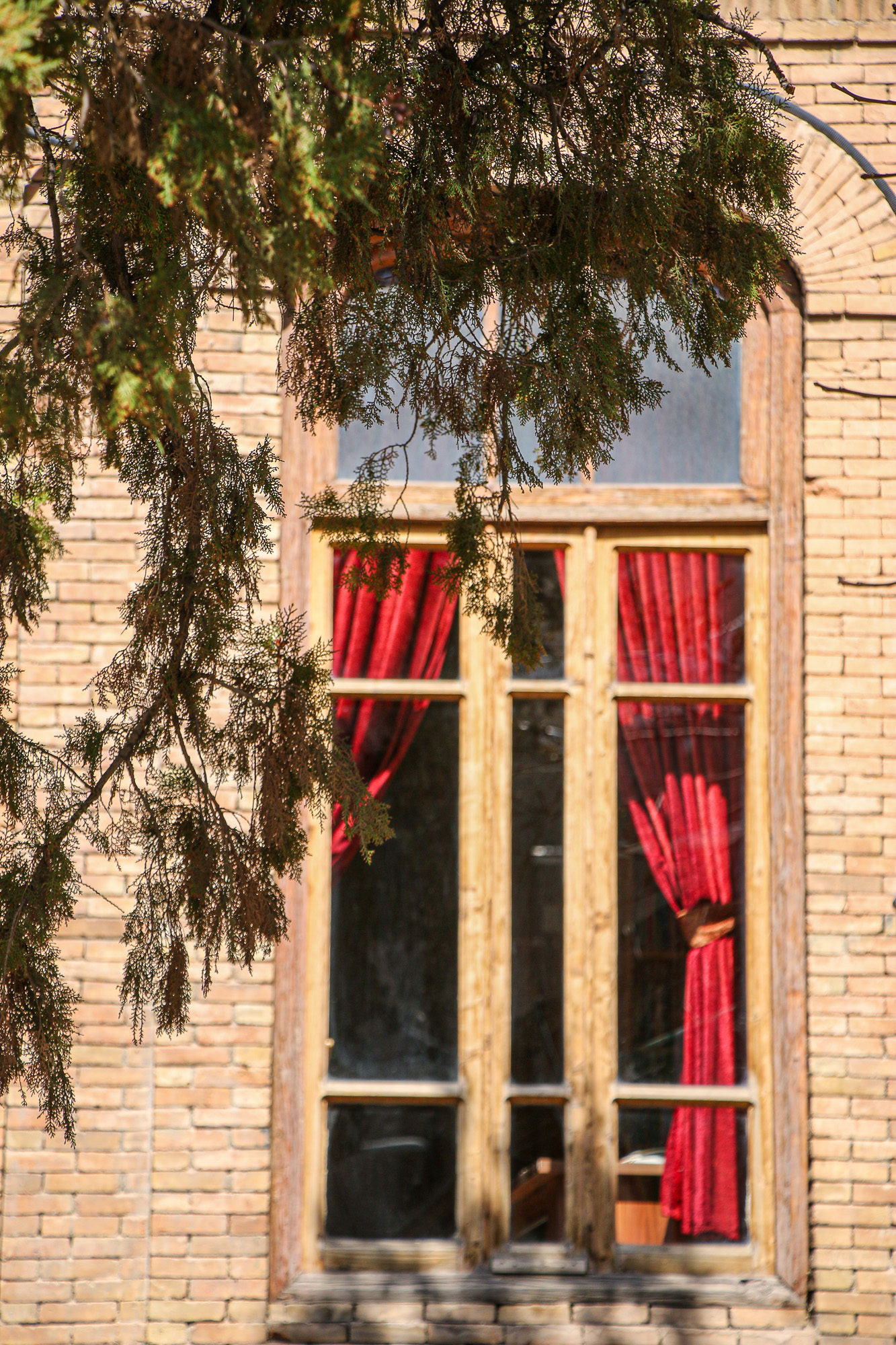
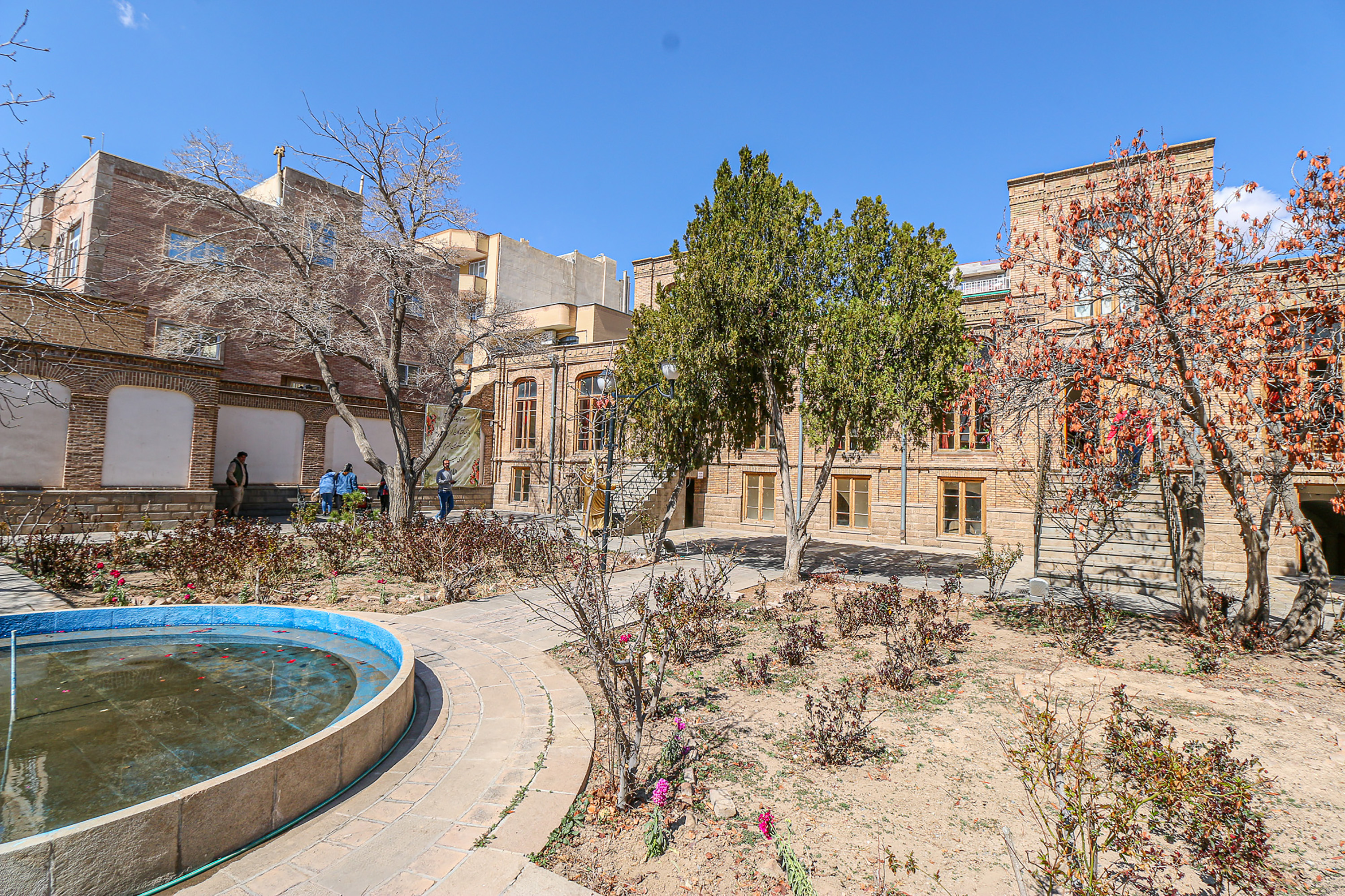
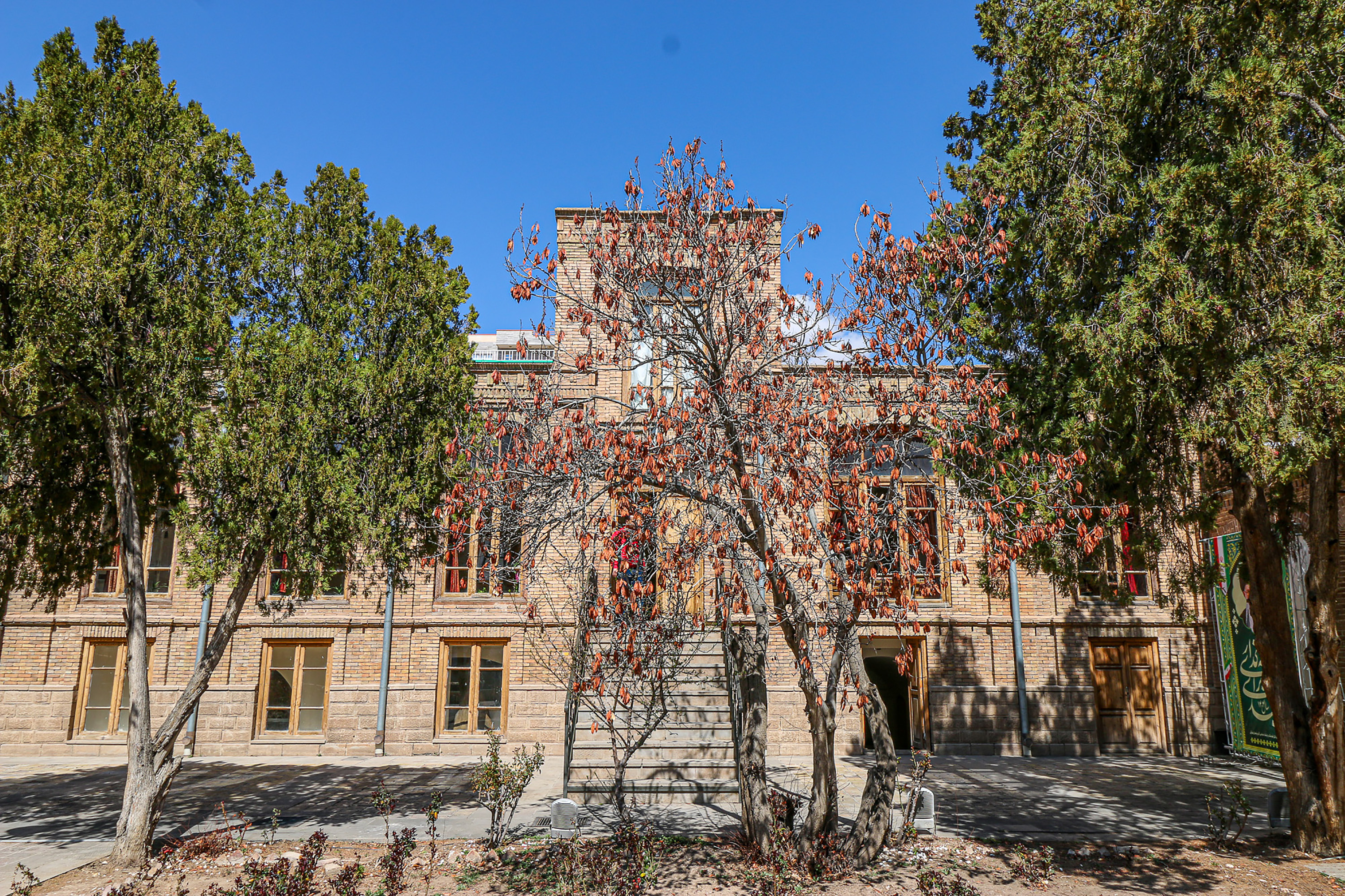
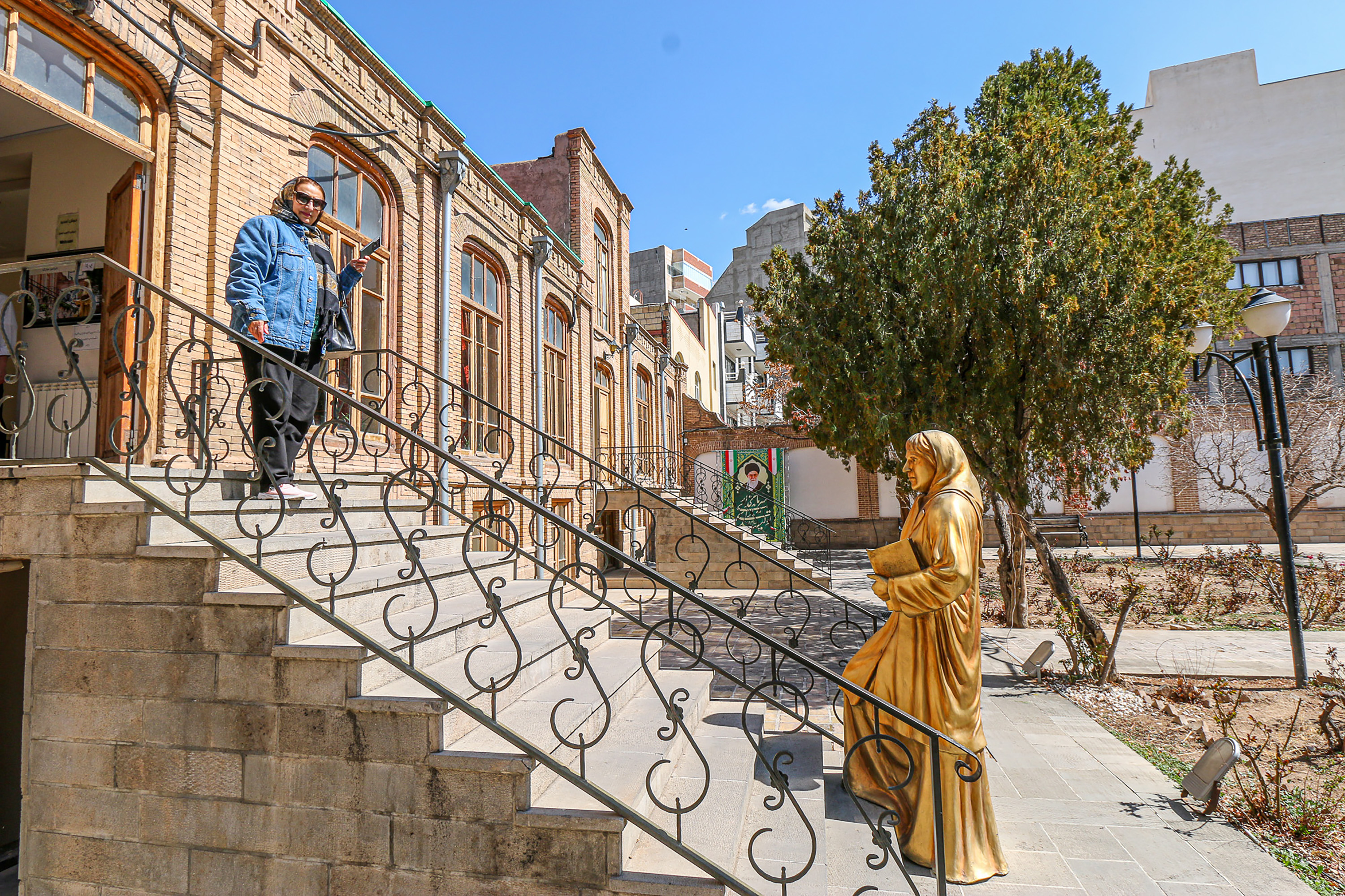
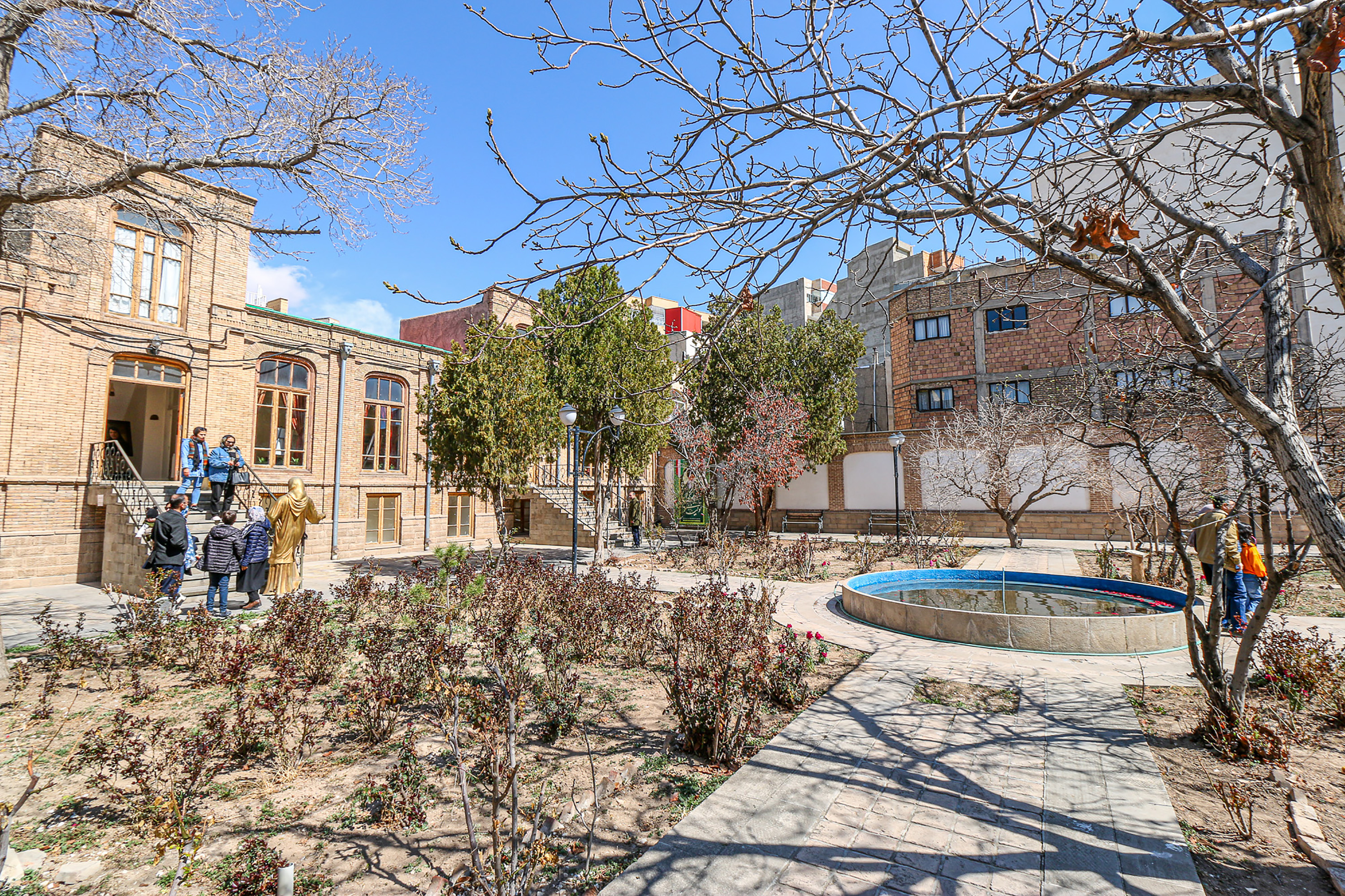
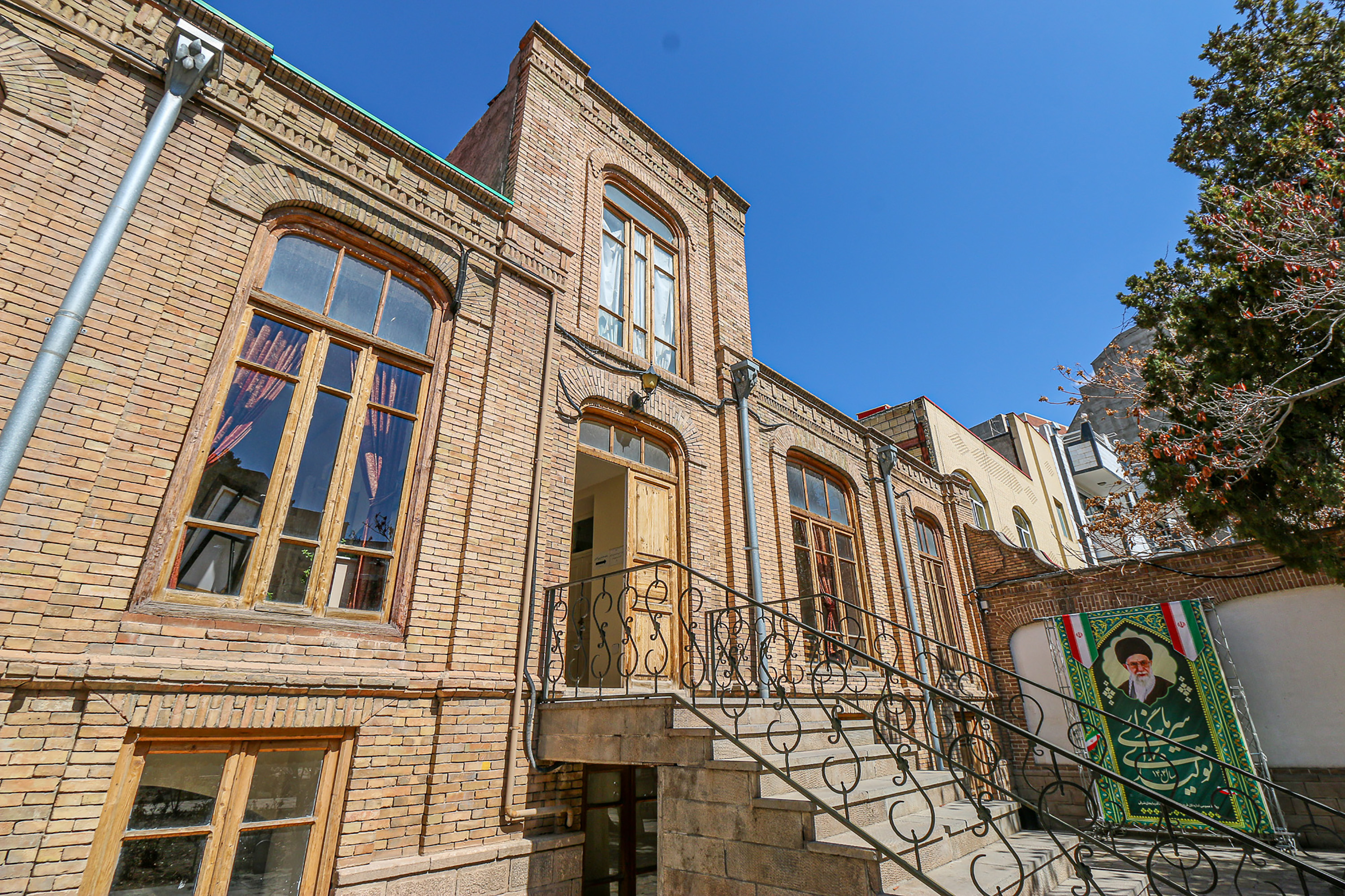
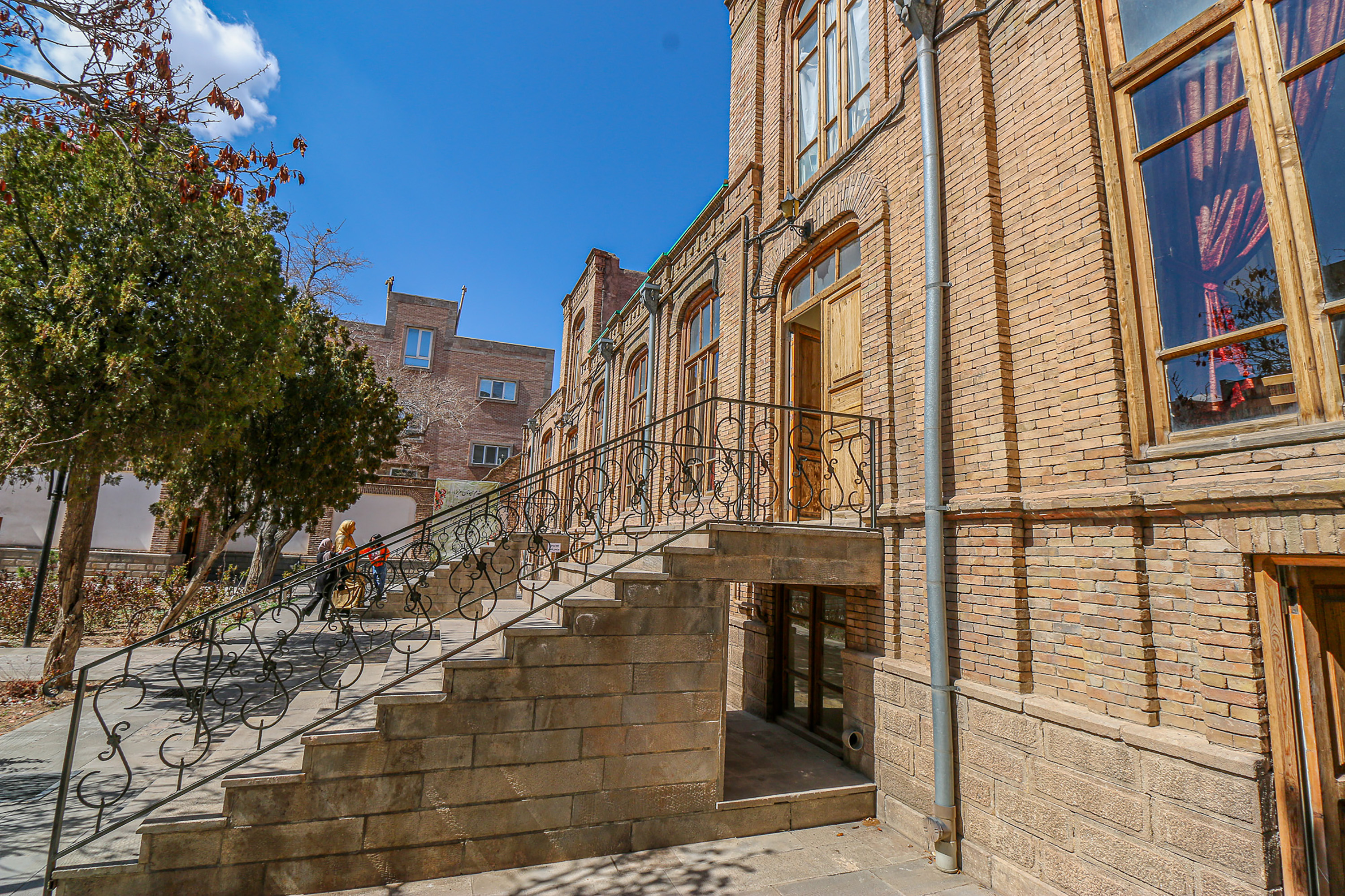
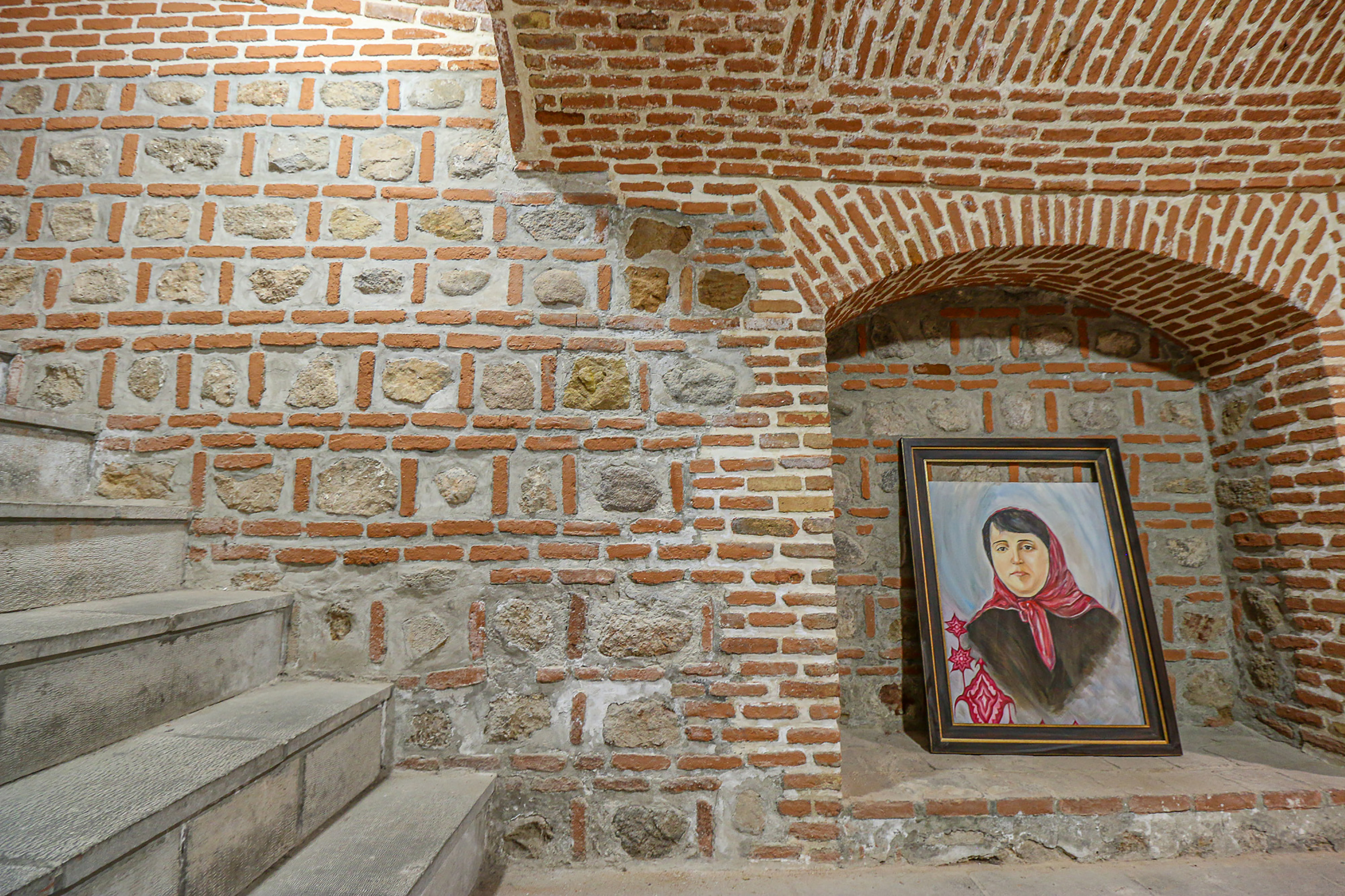
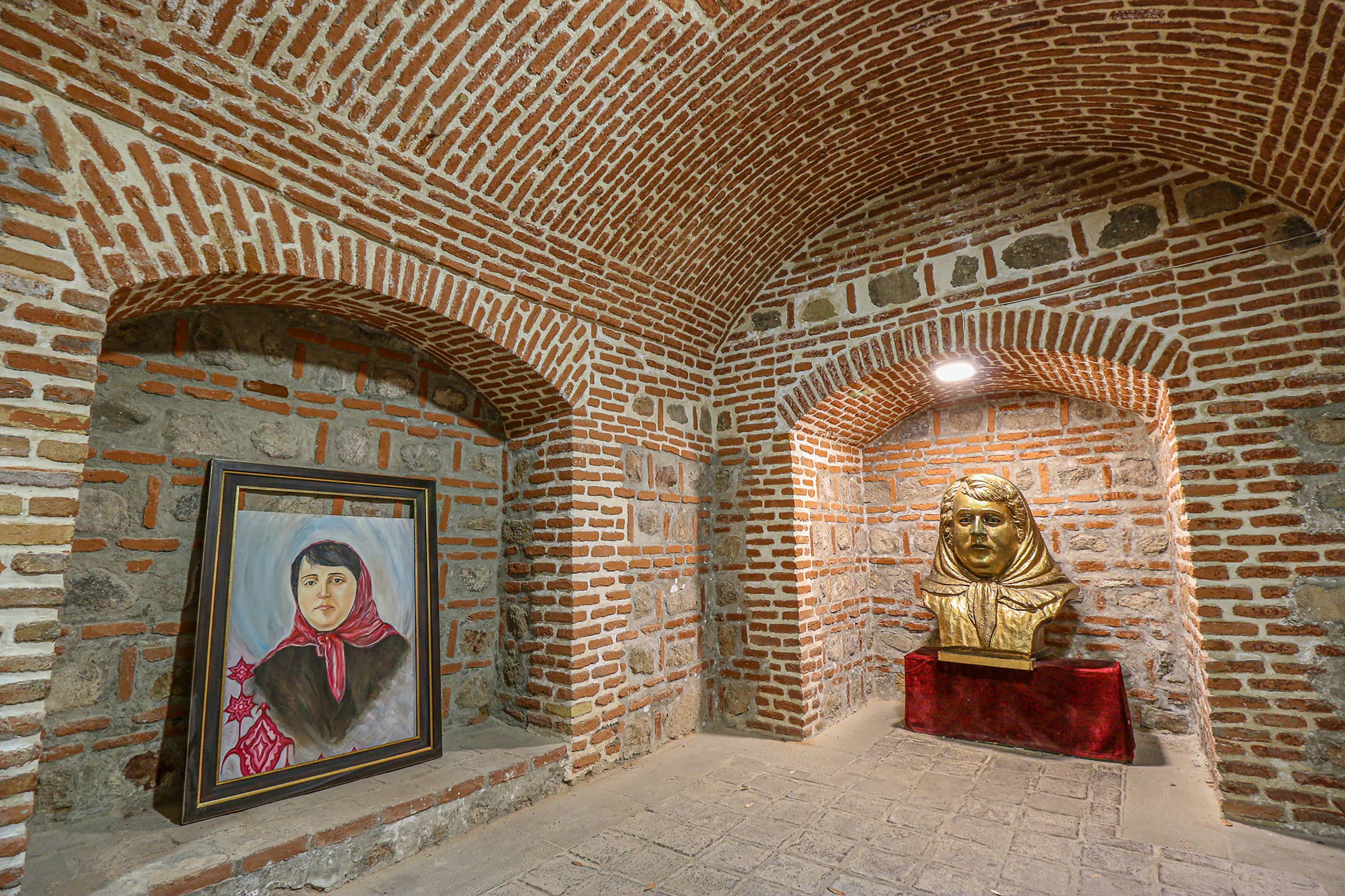
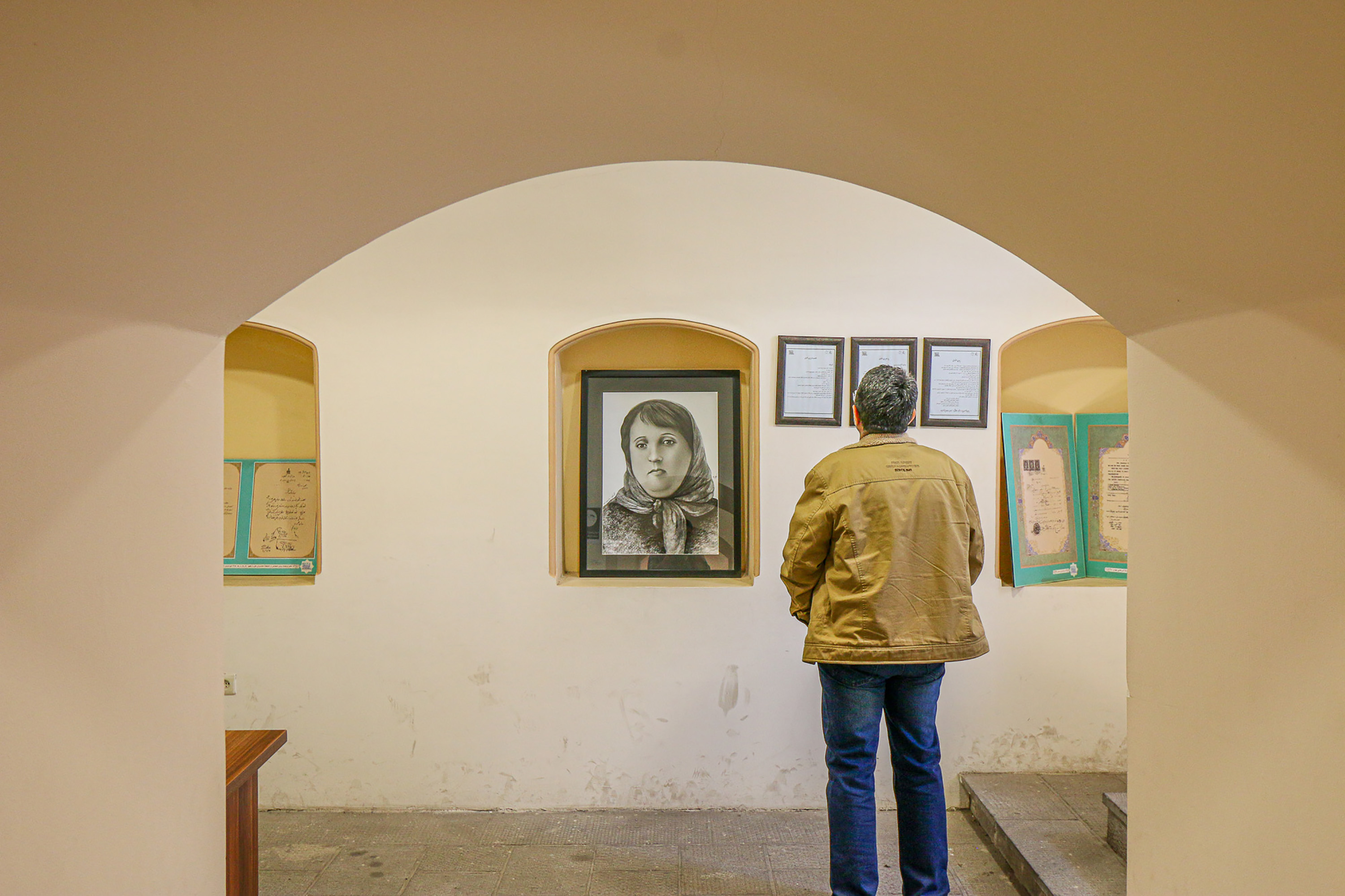
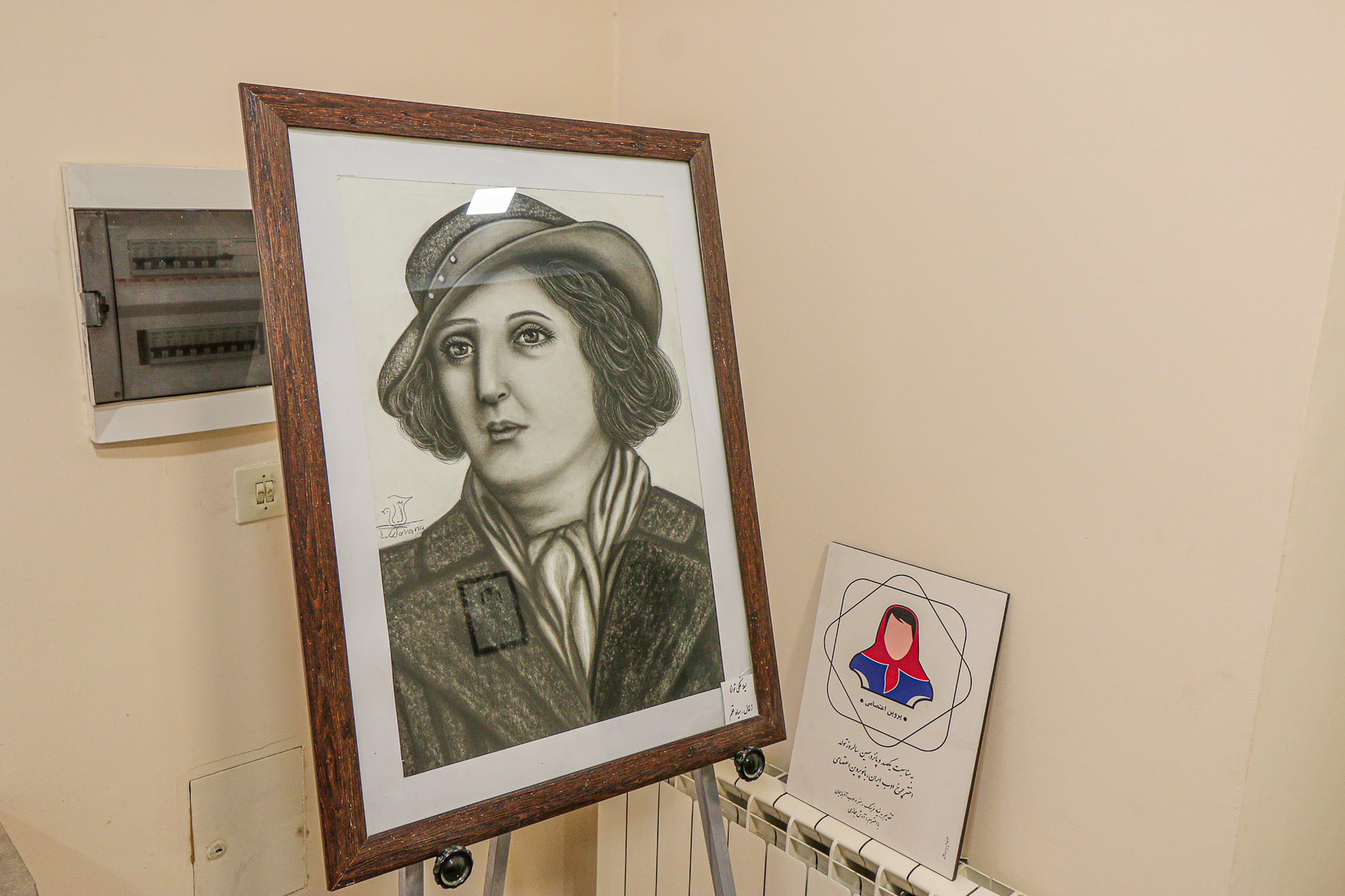
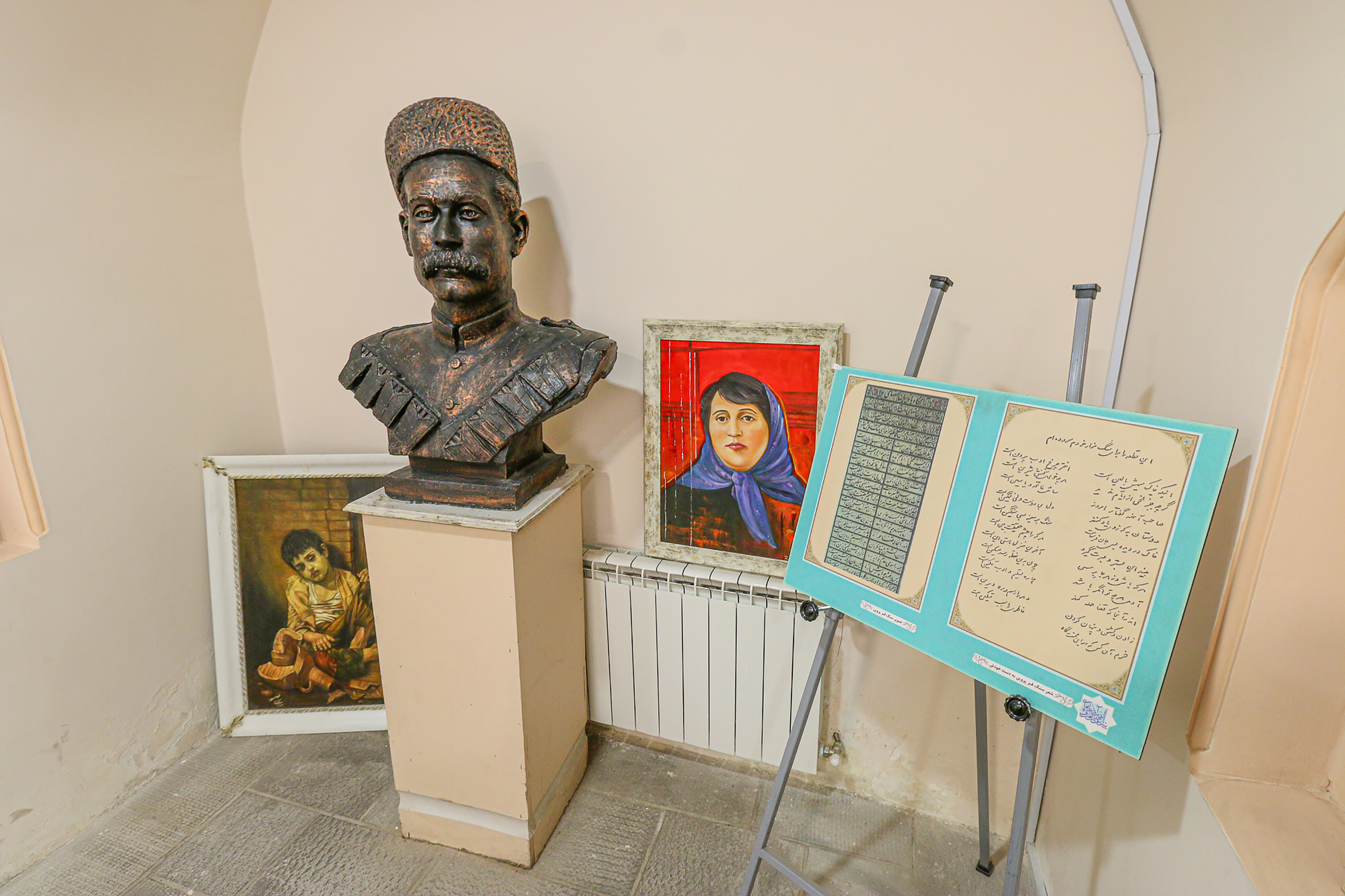
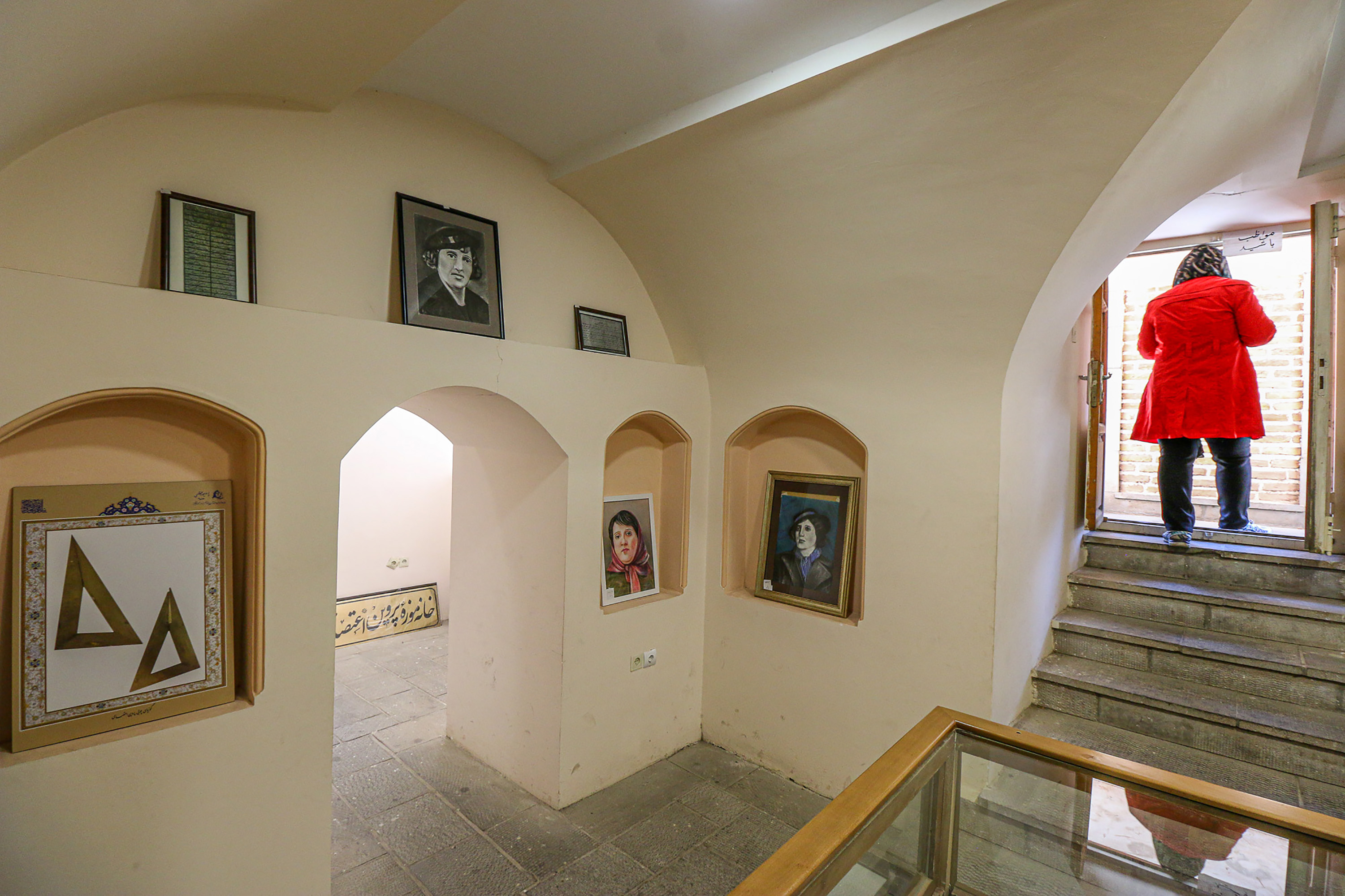
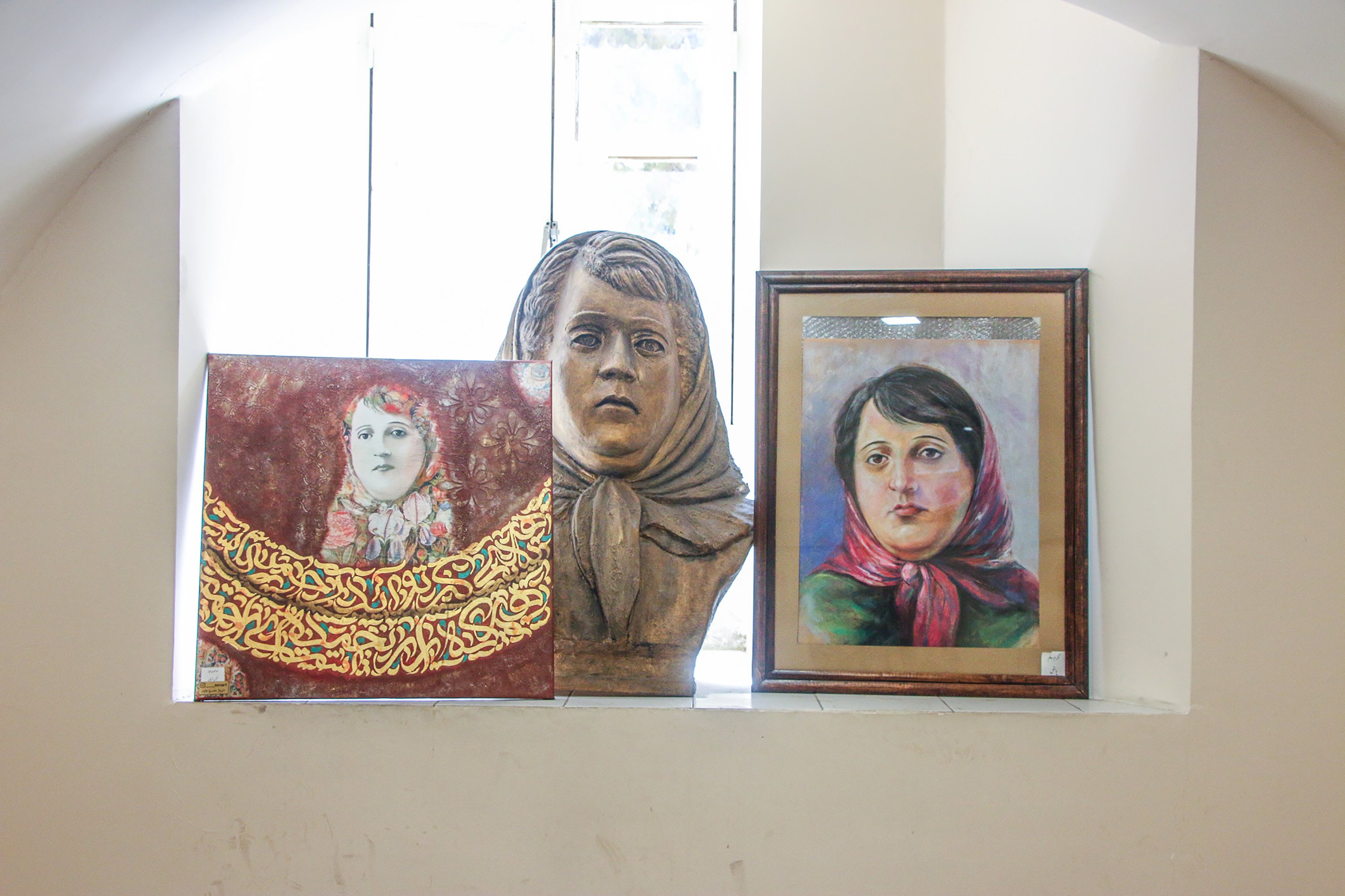
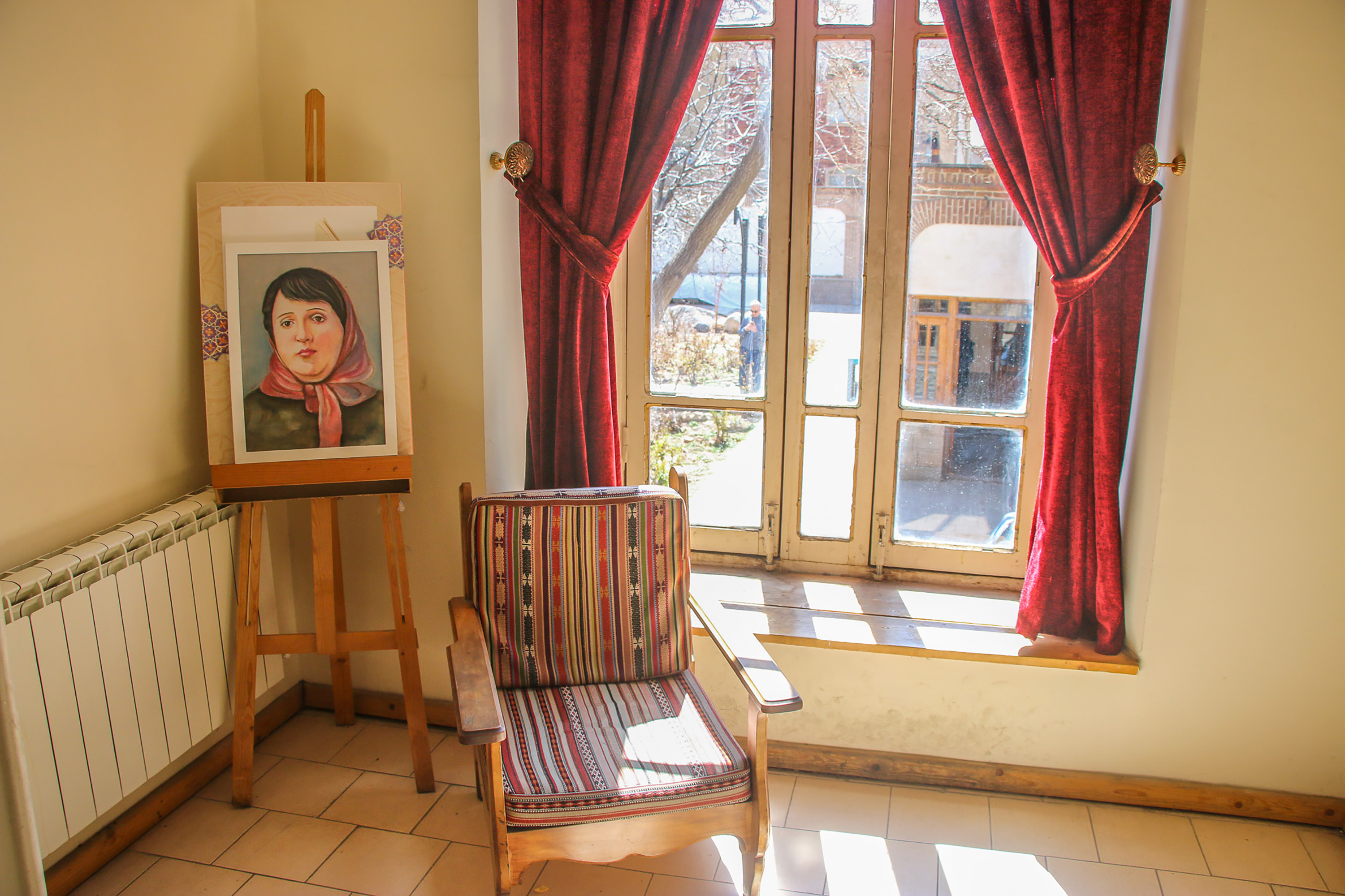
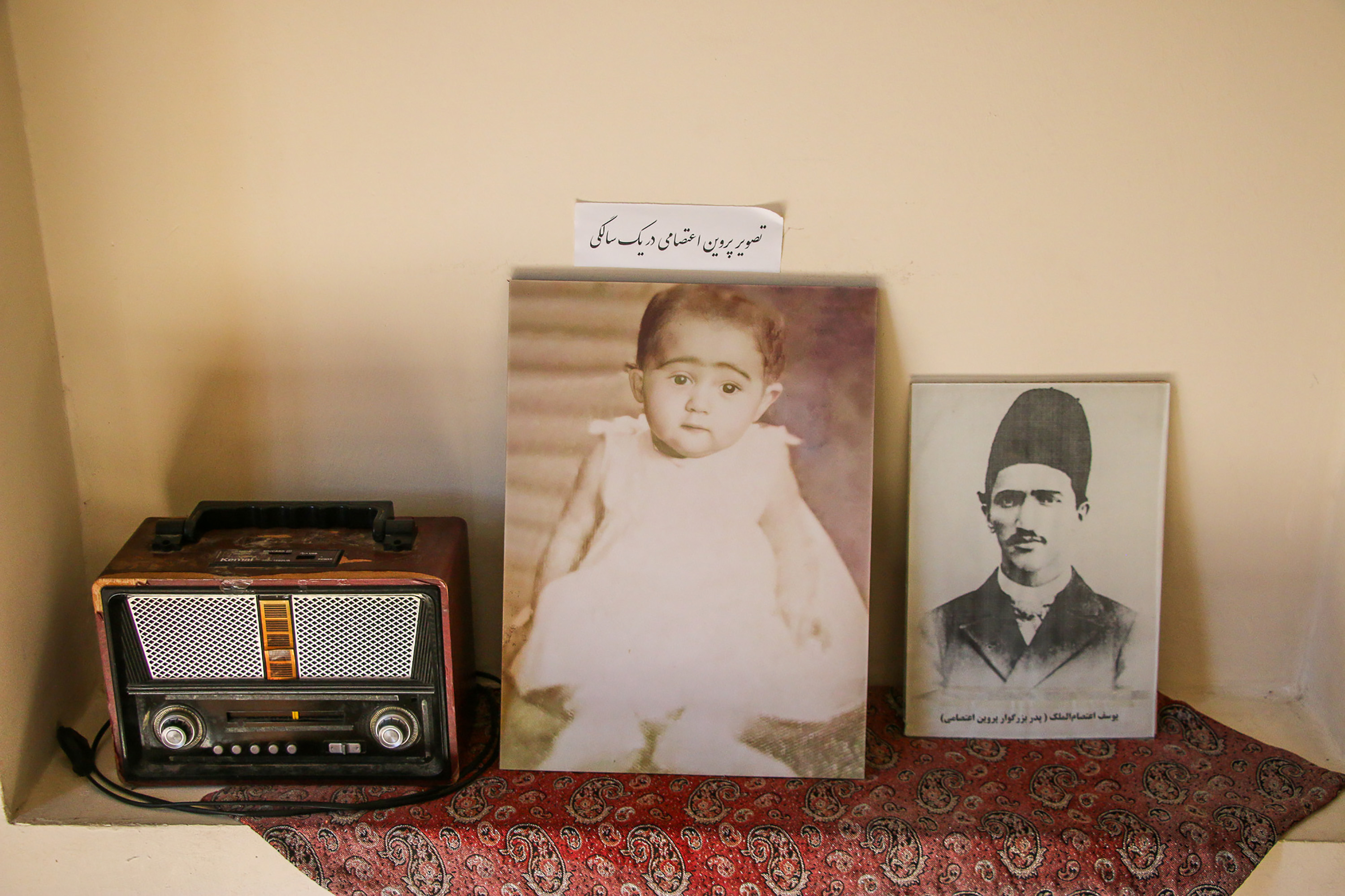

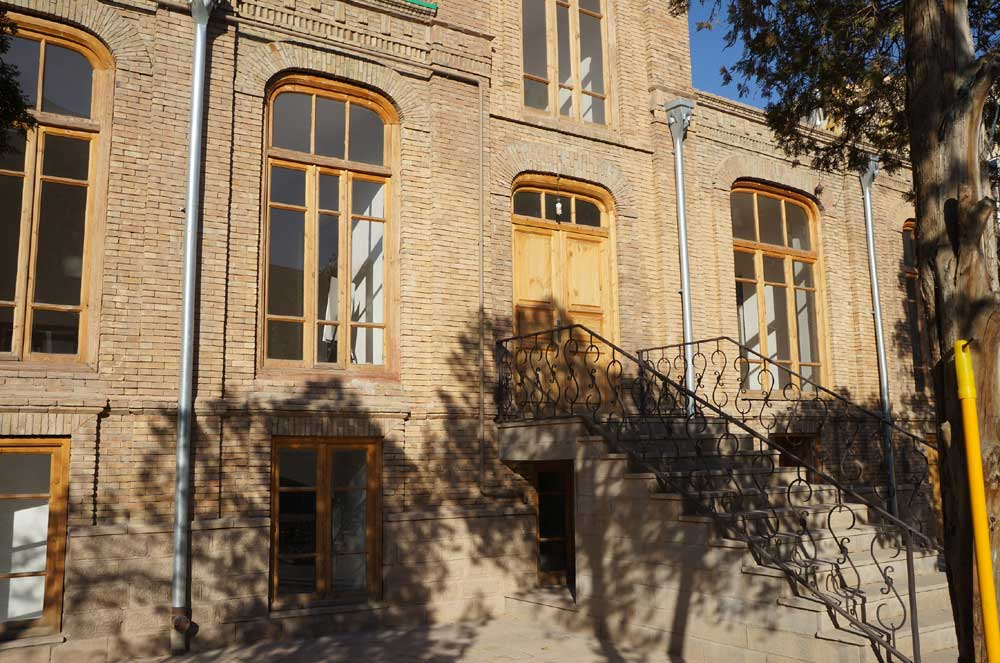
نمای خانه
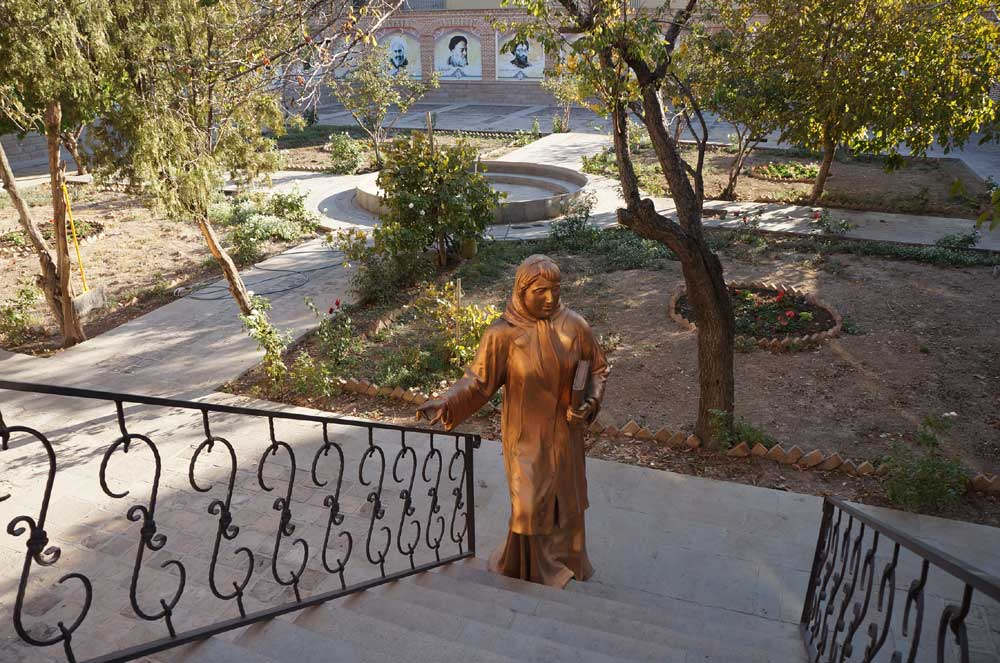
تندیس پروین اعتصامی در جلوی پلکان
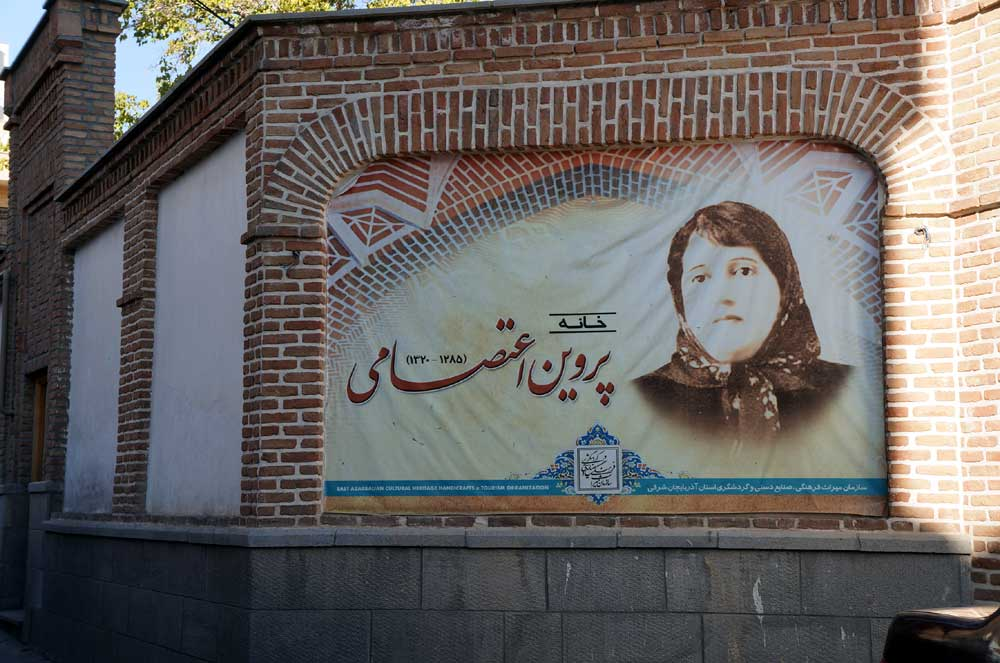
تابلوی ورودی خانه
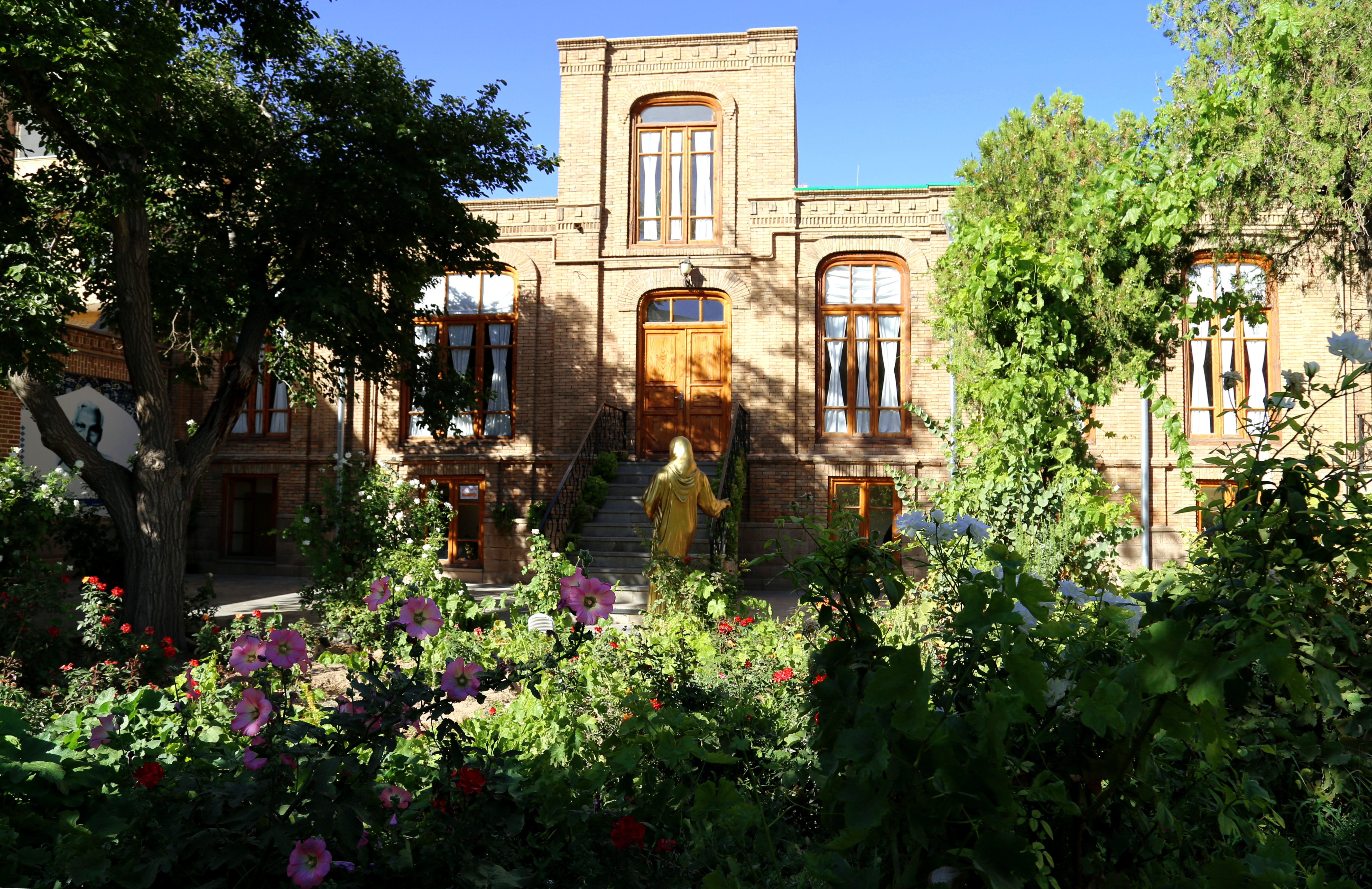
نمای خانه